# Точка кипения (фильм, 2021)
«Точка кипения» (англ. Boiling Point) — британский художественный фильм 2021 года режиссёра Филипа Барантини, снятый одним кадром. Главные роли в нём сыграли Стивен Грэм и Джейсон Флеминг. Премьера состоялась в августе 2021 года на кинофестивале в Карловых Варах, в прокат фильм вышел в январе 2022 года. Он был благожелательно встречен критиками, получил четыре номинации на премию БАФТА, ряд других наград и номинаций. История получила продолжение в одноимённом телесериале 2023 года.

## Сюжет
Все события, показанные в фильме, происходят в течение одного вечера в ресторане. Главный герой — шеф-повар Энди Джонс, на которого сваливается множество проблем. Из-за проблем с алкоголем ему только что пришлось съехать от жены, инспектор понизил уровень его заведения с пяти звёзд до трёх, бывший коллега потребовал вернуть долг в 200 тысяч фунтов или передать ему 70-процентную долю ресторана. К этому прибавляются проблемы внутри коллектива и аллергический приступ у одной из посетительниц: по вине Энди ей дали еду, содержащую орехи.
В финале Энди долго разговаривает по телефону с женой, убеждает её в том, что он любит сына, и рассказывает о своей готовности лечь в клинику. В пути на кухню он падает и остаётся лежать. После этого исчезает изображение, и слышны крики других работников ресторана.

## В ролях
- Стивен Грэм — Энди Джонс
- Винетт Робинсон — Карла
- Джейсон Флеминг — Аластер Скай
- Ханна Уолтерс — Эмили
- Малахи Кирби — Тони
- Изука Хойл — Камилла
- Таз Скайлар — Билли
- Рэй Пантаки — Фримэн
- Элис Фитхэм — Бет

## Создание и оценки
В 2019 году режиссёр Филипп Барантини снял короткометражный художественный фильм «Точка кипения», рассказывающий об одном дне из жизни лондонского ресторана. Главную роль в нём сыграл Стивен Грэм, в основу сюжета, по словам режиссёра, легла реальная история. Позже Барантини решил снять полнометражный фильм на ту же тему и с тем же актёром в главной роли. Он сам написал сценарий совместно с Джеймсом Каммингсом. Фильм снят одним планом. Известно, что планировалось снять восемь дублей, но из-за пандемии ковида пришлось ограничиться четырьмя
Премьера состоялась 23 августа 2021 года на кинофестивале в Карловых Варах, 7 января 2022 года картина вышла в британский прокат. Она была благожелательно встречена критиками Великобритании и континентальной Европы. На сайте-агрегаторе отзывов Rotten Tomatoes рейтинг фильма составил 99 % при средней оценке 7,9/10, на сайте Metacritic «Точка кипения» получила 73 балла из 100, что указывает на «в целом положительные» отзывы.
Питер Брэдшоу (The Guardian) высоко оценил игру Грэма и сюжет фильма (по его словам, «интереснее всего становится, когда в кадре не происходит ничего явно драматичного…»). Марк Кермуд (The Observer) присвоил картине четыре звезды из пяти, назвав её «волнующей ночью на адской кухне». Высокого мнению о сценарии остался Гленн Кенни из The New York Times.
«Точка кипения» получила четыре номинации на премию БАФТА, 11 номинаций на Премию британского независимого кино (победила в четырёх из них), три награды кинофестиваля в Таормине и другие награды.